# Urvana pictilis
Urvana pictilis är en insektsart som beskrevs av Irena Dworakowska 1993. Urvana pictilis ingår i släktet Urvana och familjen dvärgstritar. Inga underarter finns listade i Catalogue of Life.